# Mishné Torah
 (mai 2024).
Si vous disposez d'ouvrages ou d'articles de référence ou si vous connaissez des sites web de qualité traitant du thème abordé ici, merci de compléter l'article en donnant les références utiles à sa vérifiabilité et en les liant à la section « Notes et références ».
En pratique : Quelles sources sont attendues ? Comment ajouter mes sources ?
Le Mishné Torah, (en hébreu : מִשְׁנֶה תּוֹרָה : « Répétition de la Torah ») ou Yad haHazaka (« La Main forte ») est un code de la loi juive composé par l'une des plus importantes autorités rabbiniques du judaïsme, Moïse Maïmonide, le « Rambam ». Cet ouvrage magistral est compilé entre 1170 et 1180. Il est considéré comme son grand-œuvre.
Le Mishné Torah consiste en 14 livres, divisés en sections, chapitres et paragraphes. C'est le seul ouvrage jusqu'à ce jour traitant de tous les détails de l'observance du judaïsme, y compris des lois ne pouvant s'appliquer qu'à l'époque du Temple. Il reprend pour chaque loi la somme des enseignements talmudiques, en tâchant d'en retirer la substance halakhique, c'est-à-dire la règle à en tirer.
Considéré comme un monument de la halakha, il est maintes fois commenté et critiqué, d'aucuns reprochant au Rambam de fixer la halakha selon son opinion personnelle au mépris des autres. C'est sur cet ouvrage en particulier que se base l'autre référence en matière de halakha, le Choulhan Aroukh de Rabbi Yossef Karo.

## Dénominations de l'œuvre
- Mishné Torah (משנה תורה « Répétition de la Torah ») fait allusion à un verset du Deutéronome :

וְהָיָה כְשִׁבְתּוֹ, עַל כִּסֵּא מַמְלַכְתּוֹ--וְכָתַב לוֹ אֶת-מִשְׁנֵה הַתּוֹרָה הַזֹּאת, עַל-סֵפֶר, מִלִּפְנֵי, הַכֹּהֲנִים הַלְוִיִּם

« Quand il (celui qui aura été désigné roi d'Israël) s’assiéra sur le trône de son royaume, il écrira pour lui, dans un livre, une copie de cette loi, qu'il prendra auprès des sacrificateurs, les Lévites »

— Deutéronome 17:18
mishné torah désigne aussi le Deutéronome lui-même.
- Yad haHazaka (יד החזקה « La Main Puissante ») est l'autre titre par lequel on désigne souvent l'œuvre. Il fait référence au nombre de ses livres, 14 se transcrivant en valeurs alphanumériques hébraïques Yad (י"ד). "Yad" signifiant "Main", la "Main Puissante" fait alors référence à un verset de l'Exode :

כִּי בְּיָד חֲזָקָה, הוֹצִאֲךָ יְהוָה מִמִּצְרָיִם

« car c'est d'une Main Puissante que Jéhovah t'a fait sortir d'Égypte »

— Exode 13:8
Ainsi qu'au dernier verset du Deutéronome :
וּלְכֹל הַיָּד הַחֲזָקָה, וּלְכֹל הַמּוֹרָא הַגָּדוֹל, אֲשֶׁר עָשָׂה מֹשֶׁה, לְעֵינֵי כָּל-יִשְׂרָאֵל

« Et pour tous les prodiges de terreur que Moïse accomplit d'une main puissante aux yeux de tout Israël »

- Des sources plus tardives s'y réfèrent sous le nom de Maim, Maïmonide ou Rambam, bien que Maïmonide ait composé d'autres travaux.

## Préface au Mishneh Torah
Elle est composée de quatre parties :
- Introduction générale : la transmission de la Torah, depuis qu'elle fut donnée jusqu'à l'époque de Maïmonide
- Exposition des 613 commandements qui furent dits à Moïse sur le Sinaï, leurs règles, leurs modalités, leurs exceptions. Maïmonide les a subdivisées en :
  - Prescriptions positives (מצוות עשה) : comput des 248 prescriptions à réaliser (le Rama"h)
  - Prescriptions négatives (מצוות לא תעשה) : comput des prescriptions de ce qu'il ne faut pas réaliser (ex : mentir, tuer, voler)
- Division des livres : table des matières, et explication du choix.

### But du livre, d'après Maïmonide

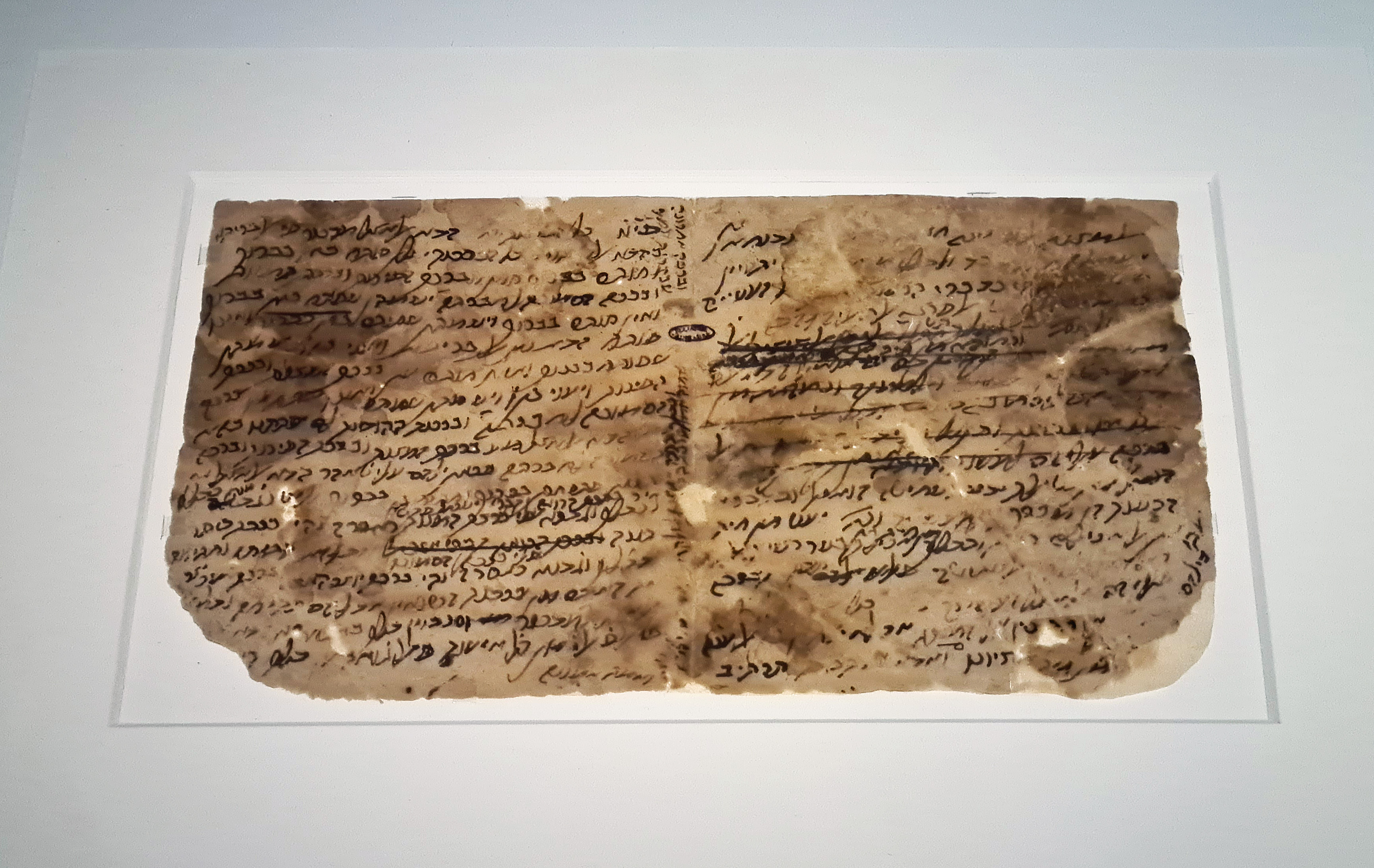
Commentaire de la Mishneh Torah, fragment autographe de la main de Maïmonide.

« En ces temps... la sagesse de nos Sages est perdue, et notre compréhension est enfouie. Les commentaires, responsa et règles compilées par les Gueonim sont devenus trop difficiles pour notre époque, et peu les comprennent comme il faudrait… C'est pourquoi moi, Moshe, fils du rav Maïmon l'Espagnol… je me suis efforcé de réunir toutes les paroles dispersées dans ces compilations, en matière d'interdit et de permis, de pur et d'impur avec les autres jugements de la Torah, de les rédiger dans une langue claire et un style concis, afin que toute la Loi Orale se trouve réunie dans sa plénitude, sans difficulté, et sans subdivision, et sans 'un tel dit ceci, un autre dit cela' ; mais au contraire des phrases simples, proches, justes, selon le jugement qui explique tout ce qui se trouve dans ses compilations et commentaires existant depuis l'époque de notre saint Rabbi jusqu'aujourd'hui… jusqu'à ce que tous les jugements soient connus, pour le petit et pour le grand, pour chaque prescription, et pour tous les arrêts rendus par les Sages et les prophètes : le but de cet ouvrage, est qu'il n'y ait pas besoin d'autre source, mais que cette œuvre rassemble toute la Loi Orale, avec tous les nuances, les coutumes et les arrêts rendus depuis Moïse notre Maître jusqu'à la compilation du Talmud… C'est pourquoi j'ai appelé ce code Mishneh Torah, car si l'on commence à lire la Torah écrite, et qu'on lit ceci ensuite, on saura toute la Loi orale, et il n'y aura pas besoin d'autre livre entre eux ».

### Langage et style
L'œuvre est écrite dans un hébreu mishnaïque pur, et dans le style de la Mishna. Maïmonide était réticent à utiliser l'araméen, car connue de quelques initiés seulement, ou ayant la motivation de l'étudier (Préface au Mishneh Torah). Ses œuvres précédentes avaient été écrites en arabe.

## Les différentes versions du Mishne Torah
Au fil du temps, de nombreuses erreurs se sont glissées dans la fixation des lois, ainsi que dans les schémas et images. Principalement, les erreurs proviennent des éditeurs, des différents scribes qui ont jugé bon de "corriger" certains points, mais également de la censure chrétienne. Tenant compte du fait que Maimonide lui-même a revu son texte à plusieurs reprises, il va de soi que les textes que nous avons aujourd'hui ne sont pas rigoureusement authentiques.
Afin de rétablir un texte le plus fidèle qui soit à l'original, il nous faut croiser différentes sources, qui ont été épargnées par les différentes érosions parvenues au cours du temps, tels que les manuscrits de Maïmonide.

### Éditions exactes
Au cours du XXe siècle, quatre éditions précises ont vu le jour :
- L’édition de Shabattai Frankel – Cette édition a été réalisée selon les premières éditions de même que les premiers manuscrits, et inclut les commentateurs classiques. Tous les volumes ont été publiés, à l’exception du Volume « ahava », littéralement, « de l'amour ».
- L’édition de Yossef Kappah’ – Celle-ci intègre les manuscrits yéménites, ainsi que certains rajouts effectués par différents commentateurs au cours des siècles.
- L’édition « yad Pshouta », littéralement « main simple » du Rav Eliezer Rabbinowitz – Principalement basée sur un certain nombre de manuscrits (varient, en fonction de leurs précisions, d’un volume à l’autre). Inclus également les commentaires originaux du Mishne Torah. Jusqu’à présent, la moitié des volumes ont été publiés.
- L’édition « Précis de Mishne Torah » du Rav Itshak Shalit – N’inclut aucun commentaire. Confronte les différentes versions. Jusqu'à présent, 4 volumes ont été publiés, et environ deux nouveaux sont publiés chaque année.

Une édition incluant les éditions fondées sur les manuscrits exacts, sans commentaires additionnels, en un seul volume (1000 pages). Éditée par Torah , édition de la yeshiva « Or Vishoua ». Cette édition est réalisée à partir de l’édition du Rav Kappah’, et inclut es modifications importantes par rapport aux éditions classiques.

### Les livres
1. Maddah (Connaissance) : principes fondamentaux du Judaïsme, hygiène de vie, étude de la Torah, prohibition de l'idolâtrie, considération sur le repentir et le monde à venir.
2. Ahavah (Amour) : préceptes à observer en tout temps, si l'amour dû à Dieu est à rappeler continuellement (prière, téfilline).
3. Zmanim (Temps, Périodes): lois limitées à certaines périodes, comme le Shabbat et les commémorations dans le judaïsme.
4. Nashim (Femmes) : lois sur le mariage, le divorce, le lévirat et la conduite appropriée entre les sexes.
5. Kedoushah (Sainteté): relations sexuelles prohibées, aliments interdits, méthode de l'abattage rituel
6. Hafla'ah (Séparation) : lois sur les vœux
7. Zeraïm (Semences) : lois sur l'agriculture
8. Avodah (Culte) : Lois de Temple de Jérusalem
9. Korbanot (Offrandes) : lois sur les offrandes dans le Temple, excepté celles de toute la communauté
10. Tohorah (Purification) : Lois de pureté rituelle
11. Nezikin (Préjudices) : code pénal et civil
12. Kinyan (Acquisition): lois de l'acquisition, du commerce
13. Mishpatim (Lois): code civil
14. Shoftim (Juges): lois en rapport avec les législateurs, le Sanhédrin, le roi, et les juges.

## Bref exposé

### Sefer haMadda(Livre de la Connaissance)
Il comporte cinq traités. Maïmonide explique qu'il n'aurait pu composer un ouvrage clair sur les préceptes à suivre dans la vie quotidienne sans exposer au préalable les principes fondamentaux du Judaïsme, c'est-à-dire les commandements à la "racine" de la religion mosaïque. Parmi ces principes se trouvent des matières à consonance fortement philosophique : l'existence de Dieu, Son Unité, Son incorporalité, la providence, le libre-arbitre, la prophétie, les treize articles de foi, etc. Ces principes ne pouvant que s'harmoniser, le premier livre du Mishneh Torah est un exposé théologico-philosophique soulignant l'harmonie entre la Loi et la philosophie.

#### Premier traité:Yessodei haTorah(Principes fondamentaux de la Torah)
Il contient selon les termes de Maïmonide lui-même, tous les préceptes constituant l'essence authentique de la foi juive, ses sine qua non.

#### Second traité:De'ot
De'ot signifie littéralement "connaissances", ou "opinions", mais Maïmonide l'emploie dans le sens plus particulier de "prédispositions morales". Chaque article est un modèle de comportement sain, tant moral que physique. Le quatrième chapitre, en particulier, comportant de nombreux éléments de théorie médicale, ressemble au Régime de Santé, opuscule rédigé par Maïmonide à l'attention de son patron, le sultan Al-Malik Al-Afdhal. Il s'agit de recommandations de diététique, d'hygiène, non seulement corporelle mais de vie. En résumé, Maïmonide recommande d'adopter la voie du juste milieu, en toutes circonstances et pour toute disposition, à l'exception d'une : l'humilité, qui ne saurait jamais être excessive.

#### Troisième traité:Hilkhot Talmud Torah(Règles concernant l'étude de laTorah)
Il aborde la façon d'étudier proprement dite, mais aussi la façon de l'enseigner et les marques de respect à fournir envers les maîtres, et les savants en général.

#### Quatrième traité:Avoda Zara ve'Houkat haGoyim(Idolâtrie et coutumes païennes)
Ce traité commente à lui seul 51 des 613 prescriptions de la Torah. L'idolâtrie y est évidemment prohibée, mais aussi la pratique de la magie (indépendamment de la question de croire ou non à son efficacité), de la sorcellerie, de la divination, de la mutilation en rapport avec les superstitions, l'embaumement des morts et le tatouage.

#### Cinquième traité:Hilkhot Teshouva(Règles du Repentir)
Il expose l'obligation du repentir et de l'aveu des fautes, de la rétribution des actes, récompense ou punition, mais aussi de la destinée, de l'âme, sa nature, analogue à l'intelligence qui appréhende et comprend le Créateur (Hilkhot Teshouva 8:6), son immortalité, et surtout, sa destinée dans le monde à venir : celui-ci est spirituel, seules les âmes l'habitent, libérées des besoins matériels, et de la matérialité même. Il n'y a ni besoin corporel, ni émotion, sinon la jouissance que procure le rayonnement de la Shekhina (Présence Divine). Cette idée semble faire impasse sur un principe fondamental du Judaïsme, que Maïmonide proclame lui-même dans ses 13 articles : la résurrection des morts. Cette apparente inconsistance valut à Maïmonide les plus dures critiques, et la méfiance perpétuelle de l'exilarque Salomon ben Eliya. Elle l'obligea à rédiger l'Épître sur la Résurrection des Morts (Iggeret T'hiyat haMetim) pour répondre aux critiques : il concilie les deux thèses en expliquant que le Messie ressuscitera bien les morts, mais que ceux-ci mourront peu après pour entrer dans le monde à venir. Selon Maurice Ruben-Hayoun, certains lui contestent la paternité de cette épitre, et pensent qu'elle fut rédigée par ses disciples.

#### Sefer Ahava(Livre de l'amour)
Il comporte six traités. Maïmonide explique qu'il entend inclure dans ce traité les commandements perpétuels qui ont été institués afin de favoriser et d'exprimer l'amour du divin par Israël. Parmi ces commandements sont inclus la récitation du Shema Israël, les prières, les bénédictions et la circoncision censée marquer dans la chair le souvenir de l'alliance.

#### Premier traité:Qiryat Chéma(Récitation duChéma Israël)
Traité compilant les lois et les détails de la récitation quotidienne du Chéma Israël.

#### Deuxième traité:Téfilla ouvirkhat kohanim(Prière et bénédiction des prêtres)
Traitant du culte synagogal en général avec entre autres, les prières, la bénédiction sacerdotale ou encore, des lois sur le comportement du fidèle au sein d'une synagogue.

#### Troisième traité:Téfillin oumézouza véséfèr tora(Téfiline,Mézouzaetrouleau de Torah)
Lois sur les objets associés au culte juif.

#### Cinquième traité:Bérakhot(Bénédictions)
Des bénédictions dans le judaïsme.

### Séfer zémanim(Livre du temps)
Il comporte dix traités qui compilent les lois des commandements relatifs à des temps particuliers, comme le Sabbat ou les fêtes religieuses.
- Premier traité : Chabbat (Sabbat)
- Deuxième traité : Erouvin (Erouv)
- Troisième traité : Chévitat assor (Yom Kippour)
- Quatrième traité : Chévitat yom tov (fêtes juives)
- Cinquième traité : Hamétz oumatza (Pâque juive)
- Sixième traité : Chofar véssoukka véloulav (Rosh Hashana, Souccot)
- Septième traité : Chéqalim (dîme au Temple de Jérusalem)
- Huitième traité : Qidduch haHoddech (Sanctification du mois)
- Neuvième traité : Ta'aniyot (Afflictions)
- Dixième traité : Mégilla va'Hanoukka (Pourim et Hanoucca)

### Séfer nashim(Livre des femmes)
- Premier traité : Ishut (Mariage)
- Deuxième traité : Guérouchin (Divorce)
- Troisième traité : Yibboum vaHalitza (Lévirat)
- Quatrième traité : Na'ara bétoula (jeune fille vierge) traite du viol et de la séduction de la jeune fille non mariée.
- Cinquième traité : Sota (perverse), traite du cas d'une femme accusée d'adultère par son époux.

### Séfer qéduoucha(Livre de la sainteté)
- Premier traité : Issouré bi'a (Interdits sexuels)
- Deuxième traité : Ma'akhalot assourot (Nourritures interdites)
- Troisième traité : ShéHita (occision), traite du rite juif de l'abattage.

### Séfer hafla'a(Livre de l'engagement)
- Premier traité : Chévou'ot (serments)
- Deuxième traité : Nédarim (vœux)
- Troisième traité : Nézirout (Nazir)
- Quatrième traité : Arakhin vaHaramim (donations et offrandes)

### Séfer zéra'im(Livre des semences)
- Traite des lois agricoles, dont l'année sabbatique et l'année du jubilé et de l’aumône.

### Séfer avoda(Livre du culte)
- Traite des lois particulières au Temple de Jérusalem.

### Séfer haqqorbanot(Livre des sacrifices)
- Traite du culte sacrificiel au Temple de Jérusalem.

### Séfer tahara(Livre de la pureté)
- Traite des lois de pureté rituelle dans le judaïsme. À noter qu'en dehors de la niddah, ces lois ne sont pas de mise après la destruction du Temple de Jérusalem.

### Séfer nézaqim(Livre des dommages)
- Premier traité : Nizqé mammon (dommages matériels), atteinte à la propriété.
- Deuxième traité : Guénéva (Vol)
- Troisième traité : Guézéla va'Avéda (Vol violent et objets trouvés)
- Quatrième traité : Hovél oumazziq. Droit civil et criminel, traite des blessures et des mutilations et de leur compensation.
- Cinquième traité : RotséaH oushémirat néfesh (Homicide et préservation de la vie)

## Les sources de Maïmonide
Maïmonide cherchant la concision du style afin d'y gagner en clarté, il s'abstient de détailler ses sources, comme il l'avait fait dans son Commentaire sur la Mishna, se contentant de les nommer dans sa préface, en indiquant qu'il se référait aux Sages du Tanakh, des deux Talmuds, et de la littérature midrashique. Il préfère, en certaines occasions, les règles stipulées dans la littérature midrashique aux règles trouvées dans le Talmud, ce qui était une opinion assez originale pour l'époque. Il inclut aussi les Responsa (teshouvot) des Gueonim, qu'il introduit par la phrase « Les Gueonim ont décidé » ou « Il y a une régulation venant des Gueonim », tandis que les opinions d'Isaac Alfasi et Joseph ibn Migash (son maître « immédiat », en dehors de son père, Maïmon, bien que ce fût en réalité ce dernier qui reçut l'enseignement d'Ibn Migash) sont précédées par les mots « Mes maîtres ont décidé ».
Maïmonide n'hésite pas non plus à se référer à des autorités rabbiniques espagnoles, palestiniennes, plus rarement françaises (il ne connaissait pas Rachi), sans les nommer ni indiquer à quel maître il se réfère pour quel enseignement. Il se base aussi sur des sources non-juives, et une grande part de son travail sur le calendrier se basait sur des théories et intuitions grecques. Ces règles étant en effet établies sur des preuves solides selon lui, il estimait qu'il y avait peu de différences entre un auteur Juif ou Gentil. C'est dans un esprit similaire qu'il adopta des principes issus de la philosophie aristotélicienne dans le premier livre de son Code, bien qu'aucune autorité pouvant cautionner ces enseignements ne se trouve dans le Talmud ou le Midrash.
Un nombre de lois, enfin, semble n'avoir de sources dans aucune des œuvres sus-mentionnées; on pense généralement que Maïmonide les a déduit à partir d'interprétations bibliques qui lui étaient propres.

## Omissions
Maïmonide ne se défit pas de son indépendance de jugement, même lorsque ses points de vue étaient en conflit avec d'autres autorités. Il lui semblait impossible qu'un homme puisse renoncer à ses propres raisons, ou de rejeter des vérités reconnues du fait de quelques assertions contradictoires dans le Talmud ou le Midrash. Il érigea donc parfois sa propre autorité en règle et se basa sur ses connaissances médicales sans pouvoir s'appuyer sur des sources plus anciennes.
De même, il ne mentionna pas beaucoup de règles contenues dans la Mishna et le Talmud, comme les préceptes qui lui semblaient tenir de la croyance populaire, de la démonologie ou de l'angéologie. Dans un même esprit, il passa outre sur beaucoup de choses interdites dans le Talmud, car décrites nocives pour la santé. Les raisons exactes de ces omissions ont fait l'objet de beaucoup de spéculations.

## Controverses liées à l'œuvre

### Critique et critiques
Le Mishneh Torah fut l'objet de fortes résistances dès sa parution. On lui reprochait, entre autres, l'absence de sources, et sa prétention (apparente) à se substituer au Talmud. D'autres critiques étaient moins fondées, voire moins rationnelles.
Le plus grand opposant, et le plus acerbe, dont les commentaires figurent dans pratiquement toutes les éditions du Mishneh Torah, fut le Raavad III (le Rav Abraham ben David de Posquières), contemporain de Maïmonide. Toutefois, le Raavad reconnaissait lui-même l'importance et la magnificence de ce travail (note sur Kilayim 6:2), et n'hésitait pas à en louer l'auteur. Néanmoins, cette opinion n'était que celle du Maître Moïse, non celle de Moïse le Maître : d'autres opinions étaient envisageables, et il fallait que les étudiants le sachent.
voir Abraham ben David
Beaucoup de critiques portaient sur les méthodes employées, trop novatrices à leur goût, et gâchant ses mérites. On lui reprocha :
- l'usage de l'hébreu mishnaïque, plutôt que l'idiome araméen du Talmud,
- de se départir de la classification dudit Talmud et d'en proposer une nouvelle qui était de sa composition (on notera à ce propos que les lois exposées dans le Deutéronome ne respectent pas non plus la classification établie dans les quatre livres précédents),
- de donner préséance dans ses décisions à la Tossefta et au Talmud de Jérusalem sur le Talmud de Babylone.
- de ne pas citer ses sources, ce qui rendait impossible la vérification de son opinion, et obligeait à les suivre absolument.

Un autre critique à mentionner est Yona de Gérone, cousin et prédécesseur de Nahmanide à la tête de la communauté de Gérone. Il fut d'abord l'un des plus « bruyants » opposants au Mishneh Torah, et en fit brûler en 1240. Cependant, lorsque le Talmud fut brûlé à Paris en 1244, il le vit comme une punition divine de ses actes, et un signe qu'il s'était trompé. Il rédigea alors de nombreux traités sur le repentir (dont le classique Shaarei Teshuva, "Les Portes du Repentir"), et entreprit un pèlerinage sur la tombe de Maïmonide à Tibériade afin de lui demander pardon en présence de dix témoins. Il mourut cependant sur la route avant de concrétiser son projet.

### La réponse de Maïmonide
Maïmonide répondit à ses critiques (du moins, ceux qu'il jugeait dignes d'attention) : le Mishneh Torah n'avait pas été composé pour sa gloire propre, mais pour pallier la difficulté qu'offraient les commentaires des Gueonim, et le danger résultant que les étudiants ne s'égarent en les étudiant pour trouver la décision adéquate. Il répondait donc à un besoin, ou plutôt un manque (Lettre au Rav Jonathan de Lunel, qu'il remercie pour certaines corrections ; Responsa de Maïmonide, 49).
On est en droit de se demander ce que Maïmonide aurait fait s'il avait connu les commentaires de Rachi et des Tossafistes
Il insista n'avoir jamais eu l'intention d'abolir l'étude du Talmud, ni celle des "Hilkhot" du Ri"f, puisque lui-même se penchait sur la Guemara avec ses élèves, et sur le Ri"f s'ils le demandaient (Responsa, Nº 140).
L'omission de ses sources n'était due qu'à son désir de concision (Si je pouvais résumer le Talmud en un livre, je ne le ferais pas en deux), bien qu'il regrettât n'avoir pas rédigé un ouvrage supplémentaire pour citer les autorités dans le cas de ces halakhot dont les sources n'étaient pas évidentes à déduire du contexte. Il corrigerait cette erreur, si les circonstances le permettaient, bien que ce travail ne serait pas moins gigantesque (Responsa, Nº 140).

Ce travail serait réalisé, bien plus tard, par Yossef Karo, qui dans son Kessef Mishné s'attache à trouver les sources des décisions de Maïmonide, et à résoudre les divergences entre le Raavad et lui.

### Kessef Mishneh
Le Kessef Mishneh est un commentaire sur le travail du Mishné Torah. Le Kessef Mishne a été écrit par le rabbin et cabaliste sépharade Joseph Karo, auteur du Choulhan Aroukh, dans la ville de Nikopol, en Bulgarie, et publié à Venise, en Italie, entre les années 1574 et 1575. Dans l'introduction de son ouvrage, L'auteur écrit que son but était de citer la source de chaque loi qui figure dans le Mishneh Torah et de défendre le travail du Rambam contre les arguments de Ravad, le Rabbin Abraham ben David. Il est écrit en hébreu simple, semblable à celui de la Mishna,,.

## Influence

### sur les décisionnaires
L'œuvre de Maïmonide, nonobstant les attaques dont elle fut l'objet, gagna rapidement la reconnaissance en tant qu'autorité de première importance dans les décisions rituelles : selon certains décisionnaires (Yad Mal'akhi" règle 26, page 186), une décision ne peut être rendue en opposition avec l'avis de Maïmonide, quand bien même celui-ci aurait apparemment tranché contre le sens d'un passage talmudique, car dans ce cas, il faut présumer que les mots du Talmud ont été mal interprétés !
De même (ibid, rule 27): « Il faut suivre Maïmonide, même lorsqu'il s'oppose à ses maîtres, car il connaissait sûrement leur point de vue, et s'il a décidé contre eux, c'est qu'il a désapprouvé leur interprétation ».
Même lorsque des autorités ultérieures comme le Rosh décidèrent contre lui, ses décisions prirent force de loi chez les Juifs d'Orient, encore que les Juifs d'Occident, les Ashkenazim en particulier, s'en tiennent plutôt au Rosh dans ces cas.
Néanmoins, l'espoir de Maïmonide, que dans les temps à venir, son ouvrage et lui seul serait accepté, n'a été qu'à moitié exaucé : bien que fort populaire, les travaux antérieurs (et postérieurs) n'ont jamais cessé d'être étudiées. Il est vrai que Maïmonide avait une vision assez sombre de l'avenir du judaïsme, surtout en Orient, lorsqu'il composa son Mishneh Torah, et qu'il n'imaginait pas que l'étude puisse un jour reprendre.
Ironiquement, alors que Maïmonide n'avait pas signalé ses sources dans un souci de concision (ou peut-être parce qu'il n'envisageait pas qu'on étudierait le Talmud avant le Mishneh), le résultat fut qu'au contraire, de nombreux commentaires furent écrits afin de combler ces omissions, et en réalité, le Mishneh Torah est de nos jours quelquefois utilisé en tant qu'index pour retrouver certain passage talmudique. De plus, dans les cas où ses sources ou l'interprétation qu'il en fait sont sujettes à débat, ce manque de clarté a quelquefois conduit à de longues analyses et discussions—l'inverse du résultat recherché.

### sur les codificateurs et les commentateurs
Le Mishneh Torah a en effet fait lui-même l'objet de nombreux commentaires : outre le Raavad et le Kessef Mishné de Maran Yossef Karo déjà cités, on compte Mishné la-Melekh, Lekhem Mishné, Radvaz, Hagahot Maïmoni (qui détaille les coutumes ashkénazes). La plupart des commentaires visent à répondre aux critiques du Raavad et à retrouver les sources de Maïmonide dans le texte du Talmud, du Midrash et des Gueonim.
Les codes ultérieurs, comme l'Arbaa Tourim du Rav Jacob ben Asher et le Shoulhan Aroukh du Maran Yossef Karo, s'inspirent hautement de l'œuvre de Maïmonide, à tel point que des sections entières ne sont parfois « que » des commentaires de certains verbatim.

### de nos jours
L'étude en profondeur du Mishneh Torah connut un regain dans le judaïsme lituanien de la fin du XIXe siècle. Parmi les éminentes autorités à avoir réalisé un commentaire récent, on note le Or Samea'h (Lumière Joyeuse) du Rav Meïr Simha de Dvinsk, les Hiddoushei Rabbi Haïm (novellae du Rav Haïm) du Rav Haïm Soloveitchik, le Even ha-Ezel (pierre de base) du Rav Isser Zalman Meltzer et, plus récemment, le Avi Ezri (Mon père est mon aide) du Rav Elazar Menachem Shach et le Hadran al ha-Rambam (Retour sur le Rambam) du Rav Menachem Mendel Schneerson.
Le Mishneh Torah est souvent l'une des premières sources post-talmudiques consultées lors de l'investigation d'une question de loi juive. De même, beaucoup de discours d'érudition (par exemple, la drasha du rabbin lors du Shabbat précédant Pessa'h ou Yom Kippour) tourne souvent autour d'une difficulté entre deux passages de l'œuvre de Maïmonide.
De nos jours, de nombreux Juifs orthodoxes, particulièrement les Habad, participent à l'un des cycles d'étude annuels du Mishneh Torah (1 ou 3 chapitres par jour).